# Läsefrukt
Läsefrukt är ett kritiskt omdöme om ett skrivet verk, som betyder att skribenten har fått sina uppgifter eller sin konstnärliga idé från läsning av en annan källa. En läsefrukt saknar självständighet och originalitet. Ordet används ofta i pluralis, ”läsefrukter”. Termen används också neutralt för att åtskilja självständiga och icke självständiga delar i analysen av ett verk.